# Casa consistorial de la Freixneda
La casa consistorial de la Freixneda (comarca del Matarranya, l'Aragó) és un magnífic exemple de casa consistorial del Baix Aragó construït a finals del segle xvi conjugant elements goticistes i renaixentistes.
Té fàbrica de carreu, planta trapezoïdal i tres altures, quedant exemptes tres de les seues quatre façanes, ja que la posterior es troba adossada a l'illa de cases que separa els dos carrers que desemboquen a la Plaça Major.
Interiorment es distribueix en tres crugies paral·leles a la façana lateral esquerra, aconseguint-se una distribució idèntica en les tres plantes. La planta baixa consta d'una espaiosa llotja que alberga l'ingrés a l'Ajuntament i a l'antiga presó, la planta noble acull el saló de sessions i l'arxiu municipal i la planta tercera acull la biblioteca, el saló d'actes i un xicotet museu.
Les tres façanes, realitzades en pedra carreu, són distintes entre si. Destaca la que dona a la Plaça Major, dividida així mateix en tres altures. A la planta baixa s'obri a l'esquerra un arc rebaixat que dona accés a la llotja lateral i a la dreta una finestra adovellada, mentre que a la planta noble s'obri un balcó corregut amb dos vans d'estil manierista i a la seua dreta un altre va adovellat, finalment la planta tercera es presenta recorreguda per una galeria d'arcs de mig punt sobre els quals s'observa un cridanera rematada emmerletada flanquejada per torrocells cilíndrics.